# Эмери, Рэй
Рэй Эмери (англ. Ray Emery; 28 сентября 1982, Гамильтон, Онтарио — 15 июля 2018, озеро Онтарио) — канадский хоккеист, вратарь. 
На драфте НХЛ 2001 года был выбран в 4 раунде под общим 99 номером командой «Оттава Сенаторз», выступал за клуб из канадской столицы с 2003 по 2008 год. В сезоне 2008/09 был игроком ХК «Атлант» (Московская область).
Затем играл в НХЛ за «Филадельфия Флайерз» и «Анахайм Дакс», за «Чикаго Блэкхокс» и вновь за «Филадельфия Флайерз». В сезоне 2012/13 с Кори Кроуфордом составлял вратарский дуэт «Чикаго» (30 матчей регулярного чемпионата у Кроуфорда, 21 — у Эмери); в победном плей-офф ворота защищал только Кроуфорд.
Рэй Эмери погиб 15 июля 2018 года в возрасте 35 лет, утонув в озере Онтарио близ города Гамильтон, откуда он был родом.

## Достижения
- Участник матча звёзд КХЛ (2009).
- Лучший вратарь года CHL (2001/02).
- Лучший вратарь года OHL (2001/02).
- Обладатель Кубка Стэнли 2013.
- Обладатель Уильям М. Дженнингс Трофи: 2013 (совместно с Кори Кроуфордом)

## Статистика
```
                                            
Season   Team                        Lge    GP   Min   GA  EN SO   GAA   W   L   T   Svs    Pct
-----------------------------------------------------------------------------------------------
1999-00  Sault Ste. Marie Greyhoun   OHL    16   716   36   0  1  3.02   9   3   0   354  0.908
2000-01  Sault Ste. Marie Greyhoun   OHL    52  2938  174   3  1  3.55  18  29   2  1636  0.904
2001-02  Sault Ste. Marie Greyhoun   OHL    59  3477  158   4  4  2.73  33  17   9  1689  0.914
2002-03  Ottawa Senators             NHL     3    85    2   0  0  1.41   1   0   0    24  0.923
2002-03  Binghamton Senators         AHL    50  2924  118   5  7  2.42  27  17   6  1426  0.924
2003-04  Binghamton Senators         AHL    53  3109  128   0  3  2.47  21  23   7  1516  0.922
2003-04  Ottawa Senators             NHL     3   126    5   0  0  2.38   2   0   0    47  0.904
2004-05  Binghamton Senators         AHL    51  2992  132   0  0  2.65  28  18   5  1337  0.910
2005-06  Ottawa Senators             NHL    39  2168  102   0  3  2.82  23  11   4   943  0.902
2006-07  Ottawa Senators             NHL    58  3351  138   3  5  2.47  33  16   6  1553  0.918
2007-08  Ottawa Senators             NHL    31  1689   88   3  0  3.13  12  13   4   712  0.890
2007-08  Binghamton Senators         AHL     2   120    6   0  0  3.00   1   1   0    80  0.930
2008-09  Mytishchi Atlant            KHL    36  2070   73   0  2  2.12  22   8   0   913  0.926
2009-10  Adirondack Phantoms         AHL     1    59    2   0  0  2.03   0   1   0    12  0.857
2009-10  Philadelphia Flyers         NHL    29  1684   74   3  3  2.64  16  11   1   709  0.905
2010-11  Syracuse Crunch             AHL     5   303   10   0  0  1.98   4   1   0   165  0.943
2010-11  Anaheim Ducks               NHL    10   527   20   2  0  2.28   7   2   0   252  0.926
2011-12  Chicago Blackhawks          NHL    34  1774   83   1  0  2.81  15   9   4   751  0.900
2012-13  Chicago Blackhawks          NHL    21  1116   36   0  3  1.94  17   1   0   424  0.922
2013-14  Philadelphia Flyers         NHL    28  1398   69   0  2  2.96   9  12   2   642  0.903
2014-15  Philadelphia Flyers         NHL    31  1570   80   0  0  3.06  10  11   7   678  0.894

Lge — лига, в которой выступал игрок.
GP — сыгранные матчи.
Min — минуты, проведённые на поле.
GA — пропущенные шайбы.
EN — голы, забитые в пустые ворота.
SO — матчи на «ноль» (без пропущенных шайб).
GAA — среднее число пропускаемых за матч шайб.
W, L, T — количество побед, поражений и ничьх, одержанных командой с этим вратарём.
Svs — отражённые броски («сэйвы»).
Pct — процент отражённых бросков.

```